# Goma xántica
La goma xántica es un carbohidrato, o más específicamente un polisacárido natural de alto peso molecular. El término goma xántica define biopolisacárido exocelular que se produce en un proceso de fermentación de cultivos puros por medio del microorganismo Xanthomonas campestris.
Durante la fermentación, se cultiva Xanthomonas campestris en un medio bien aireado que contiene glucosa comercial, una fuente apropiada de nitrógeno, fosfato ácido de dipotasio y elementos en trazas apropiados. Para suministrar semillas para la fermentación final, se cultiva el Xanthomonas campestris en varias etapas con las pruebas de identificación asociadas antes de introducirlo en el medio de fermentación final.
Al final del proceso de fermentación, la goma xántica se recupera por medio de precipitación en alcohol isopropílico, luego se seca y se muele. 

## Estructura de la goma xántica
El peso molecular del polímero es probablemente de unos 2 millones pero se ha reportado que es hasta de 13-50 millones. Estas diferencias probablemente se deban a fenómenos de asociación entre cadenas de polímeros.
Existen tres monosacáridos diferentes en la goma xántica: manosa, glucosa, y ácido glucurónico (como una sal mixta de sodio, potasio, y calcio).
Cada bloque repetido contiene cinco unidades de azúcar, consistentes de dos unidades de glucosa, dos unidades de manosa y una unidad de ácido glucurónico. La cadena principal de la goma xántica está formada de unidades de ?-D-glucosa unidas en las posiciones 1- y 4- , es decir, la estructura química de la cadena principal de la goma xántica es idéntica a la estructura química de la célulosa. La cadena lateral consiste en dos unidades de manosa y la unidad de ácido glucorónico. La unidad terminal de ?-D-manosa se encuentra unida glicosídicamente a la posición 4- del ácido ?-D-glucurónico, el cual, a su vez, se encuentra unido glicosídicamente a la posición 2- de la ?-D-manosa. Esta cadena lateral de tres azúcares se encuentra unida a la posición 3- de los residuos de glucosa alternada en la cadena principal. Se desconoce la distribución de las cadenas laterales. Además, aproximadamente la mitad de los residuos terminales de D-manosa llevan un residuo de ácido pirúvico unida cetálicamente a las posiciones 4- y 6-. Se desconoce la distribución de estos grupos de piruvato. La unidad no terminal de D-manosa en la cadena lateral contiene un grupo acetilo en la posición 6.
El hecho de que las cadenas laterales rodean la cadena principal de la goma xántica podría ser la causa principal de la extraordinaria resistencia enzimática de la goma. La estructura química invariable y la uniformidad de las propiedades físicas y químicas son también singulares.
La rigidez estructural del polímero, la cual es causada por la presencia de uniones ?-(1-4) y por la naturaleza específica de la ramificación produce varias de las propiedades poco comunes de la goma xántica. A diferencia del comportamiento esperado de un polisacárido aniónico típico, la adición de sales a la solución de goma xántica libre de sales provoca un incremento en la viscosidad (con una concentración de goma arriba del 0.15%).
La mayor parte de soluciones de polisacáridos muestran, cuando se calientan, una disminución de la viscosidad, mientras que las soluciones de goma xántica en agua desionizada aumentan su viscosidad después de la disminución inicial de la viscosidad. Este comportamiento de la goma xántica sugiere que se está llevando a cabo un cambio en la conformación. Se puede utilizar la técnica de la rotación óptica para investigar los cambios en la conformación, y la medida de la rotación óptica de la solución de goma xántica libre de sales ha mostrado que un incremento en la viscosidad corresponde exactamente a una disminución en la rotación óptica. Esto es consistente con el desenrollamiento de una conformación ordenada tal como una hélice para transformarse en una espiral al azar con un aumento consecuente del volumen hidrodinámico efectivo y, por lo tanto, en la viscosidad.
Sin embargo, en presencia de pequeñas cantidades de sal, un aumento moderado de la temperatura de la solución tiene un efecto muy pequeño en la viscosidad de la solución de goma xántica.

## Reología de las soluciones de goma xántica
Una de las propiedades funcionales más importantes de la goma xántica es su habilidad de controlar la reología de fluidos acuosos. Las soluciones acuosas de goma xántica, son extremadamente pseudoplásticas; cuando se aplica un esfuerzo tangencial. La viscosidad disminuye en proporción directa a tal esfuerzo una vez que se ha excedido el límite de fluencia. Después de que se haya dejado de aplicar el esfuerzo tangencial, la recuperación de la viscosidad total es casi instantánea. Este comportamiento de las soluciones de goma xántica puede explicarse tomando como base la estructura helicoidal que se ha sugerido recientemente. 
El límite de fluencia aparente de una solución de goma xántica puede considerarse cono la cantidad de fuerza requerida para disociar algunas de las “zonas de superunión”, y la disminución de la viscosidad resulta de la disociación ulterior de las zonas de unión por la aplicación continua del esfuerzo tangencial. Sin embargo cuando dicho esfuerzo se deja de aplicar, las zonas de unión vuelven a formarse, aumentando así la viscosidad.

## Reología de las emulsiones con goma xántica
Una emulsión es una mezcla íntima de dos líquidos inmiscibles (como el aceite y el agua) en la cual uno de los líquidos se encuentra disperso en el otro en forma de gotas finas; esta mezcla se obtiene usualmente con la ayuda de un emulsificante y de algún dispositivo mecánico tal como un molino coloidal. El emulsificante es un agente de superficie activa que reduce la tensión interfacial de manera que puedan formarse las gotas extremadamente pequeñas del líquido emulsificado.
Para la formación inicial de una emulsión, se requiere de agitación. Al terminar la agitación, la emulsión se separará, a menos que se encuentre presente algún emulsificante. Debido a esto, si se requiere una emulsión con un cierto grado de permanencia, se hace necesaria la presencia de un estabilizante de emulsiones.
Las características y calidad de una emulsión se ven afectadas por el emulsificante y por el estabilizante de emulsiones. La selección del emulsificante y del estabilizante se verá también afectada por la formulación total, por los requerimientos del uso final, y por el equipo disponible. La goma xántica es única entre los estabilizantes debido a las muchas características deseables que imparte a la emulsión final.
Ya que una emulsión es básicamente una suspensión, se necesita, para la permanencia, un límite de fluencia real o aparente. La goma xántica es casi ideal como estabilizante de emulsiones, ya que no sólo cuenta con un límite de fluencia sino que también tiene una viscosidad independiente de la temperatura y del pH. La goma xántica es también químicamente inerte con respecto a la mayoría de los ingredientes que pudieran encontrarse en el sistema.
Los límites de fluencia pueden ser dependientes o independientes de la viscosidad del medio de dispersión. En cuanto a las partículas líquidas sin fuerzas de atracción, la estabilidad provista por la goma xántica depende de la reología y del límite de fluencia de la solución de la goma.
La pseudoplasticidad de las soluciones de goma xántica (en conjunción con el límite de fluencia) resulta en una viscosidad inmediata en respuesta a la deformación. Las emulsiones que se estabilizan con goma xántica presentan una viscosidad muy alta durante el reposo y son extraordinariamente estables bajo condiciones de deformación baja que a menudo se tienen durante el envío y el almacenamiento prolongado. Las condiciones de deformación baja como el vaciado son suficientes para hacer fluida la emulsión. 

## Reglamentación de la goma xántica
El uso general de la goma xántica en alimentos ha sido aprobado por la United States Food and Drug Administration en los casos donde los reglamentos de las Normas Federales de Identidad no impidan su uso como tal. Se encuentra en el Apéndice II de la lista de Emulsificantes/estabilizantes de la Unión Europea y el “Joint Exspert Committee of Health Organización (WHO).